# Reinventing Axl Rose
Against Me! Is Reinventing Axl Rose — дебютный альбом панк-рок группы Against Me!, выпущенный 5 марта 2002 года на лейбле No Idea Records. Это был первый релиз, на котором группа предстала в полном составе — электрогитара, бас-гитара, барабаны. Альбом был продюсирован Робом Макгрегором. Название альбома отсылает к вокалисту группы Guns N’ Roses Экслу Роузу, изображённому на обложке.

## История создания
Against Me! Is Reinventing Axl Rose был записан за четыре сессии. Десять из одиннадцати песен альбома были записаны 21 и 28 декабря 2001 года и 12 января 2002 года на Goldentone Studios в Гейнсвилле. Процессом записи руководил Роб МакГрегор. «8 Full Hours of Sleep» была записана ранее, 23 июля 2001 года, с Джорданом Климаном, играющим на синтезаторе Moog.
Пять песен с альбома были ранее выпущены на различных EP группы: «Walking Is Still Honest» и «I Still Love You Julie» были представлены на Against Me! (2000) и Crime as Forgiven By Against Me! (2001) соответственно. Оба трека были записаны Томом Гейблом (вокал/ гитара) и Кевином Мэоном (барабаны). «Jordan’s First Choice», «Those Anarcho Punks Are Mysterious…», and «Pints of Guinness Make You Strong» были представлены на Against Me! в акустическом варианте, в записи принимали участие Том Гейбл (вокал/ гитара) и Дастин Фридкин (бас-гитара). К моменту записи альбома, в состав Against Me! входили Гейбл, Фридкин, барабанщик Уоррен Оукс и гитарист Джеймс Боумен. Вышеперечисленные пять песен группа перезаписала в электрическом звучании.
В записи принимали участие приглашённые музыканты: Сэм Джонс, Тодд «Bitchin» Райан, Патрик Куинни, Адам Фолк, Роуз О’Хара и Джордан Климан. Песня «Baby, I’m Anarchist!» отсылает к одной из предыдущих групп Тома Гейбла:

«Baby, I’m Anarchist!» была написана Томом Гейблом, Кэссиди Рист и Робом Огменом для группы, которая так и не появилась, оставшись на этапе «классной идеи». Два-три раза мы играли её на концертах, но так и не записали. Кэссиди любезно согласилась прийти и спеть эту песню; она была пьяна. Дело было в 11 утра.

Обсуждая тематику альбома в 2008 году, Том Гейбл говорил:

«Ты достигаешь возраста, в котором разочаровываешься в таких мечтах [как играть в группе], и все вокруг говорят, что ты никогда не будешь заниматься чем-то подобным, и создаётся ощущение, словно перед тобой захлопнули дверь. Когда я почувствовал нечто подобное, я продолжил делать всё по-своему. Мы проделали свой собственный путь, отсюда название альбома, да и сам альбом, собственно, о том, чтобы всё делать самому, не принимать никаких „нет“ и переосмысливать свои мечты».

Большинство песен с альбома группа регулярно исполняет на концертах, за исключением «The Politics of Starving», «Scream It Until You’re Coughing Up Blood (Jamaican Me Crazy)» и «Jordan’s First Choice», до октября 2017 года сыгранных только в мае 2003 и ноябре 2008 соответственно. На фестивале The Fest в октябре 2017 года Against Me!, при участии Дастина Фридкина, басиста оригинального состава, полностью сыграли альбом.

## Критика
| Оценки критиков | Оценки критиков |
| Источник        | Оценка          |
| --------------- | --------------- |
| AllMusic        | [ 1 ]           |
| Sputnikmusic    | [ 2 ]           |

Критик AllMusic Кори Апар поставил альбому ‘’Reinventing Axl Rose’’ 4,5 звезды из 5, назвав его «впечатляющим дебютом, в котором удачно сочетаются хоровые припевы, мощные ритмы и скоростные барабаны, всё вместе это даёт сырую подпольную энергетику, которой славятся эти панки», а также «настоящей классикой, которая переносит слушателей прямиком в грязные подвалы и дешёвые бары, в которых и появилась группа».

## Список композиций
Слова и музыка всех песен — Том Гейбл, за исключением отмеченных.
| №                   | Название                                                                     | Длительность |
| ------------------- | ---------------------------------------------------------------------------- | ------------ |
| 1.                  | «Pints of Guinness Make You Strong»                                          | 2:40         |
| 2.                  | «The Politics of Starving» (авторы: Гейбл, Боумен, Оукс)                     | 3:06         |
| 3.                  | «We Laugh at Danger (and break all the rules)» (авторы: Гейбл, Боумен, Оукс) | 3:17         |
| 4.                  | «I Still Love You Julie»                                                     | 3:12         |
| 5.                  | «Scream It Until You're Coughing up Blood» (авторы: Гейбл, Боумен, Оукс)     | 2:29         |
| 6.                  | «Jordan's 1st Choice»                                                        | 2:08         |
| 7.                  | «Those Anarcho Punks Are Mysterious...»                                      | 2:24         |
| 8.                  | «Reinventing Axl Rose»                                                       | 2:25         |
| 9.                  | «Baby, I'm an Anarchist!» (авторы: Гейбл, Кэссиди Рист, Роб Оугмен)          | 2:40         |
| 10.                 | «Walking Is Still Honest»                                                    | 2:37         |
| 11.                 | «8 Full Hours of Sleep»                                                      | 4:00         |
| Общая длительность: | Общая длительность:                                                          | 30:59        |

## Участники

### Группа
- Том Гейбл — электрогитара, вокал, дизайн обложки
- Джеймс Боумен — электрогитара, бэк-вокал
- Дастин Фридкин — бас-гитара, бэк-вокал
- Уоррен Оукс — ударные

### Приглашённые музыканты
- Сэм Джонс — бэк-вокал на «Pints of Guinness Make You Strong», «We Laugh at Danger (And Break All the Rules)», и «Jordan’s 1st Choice»
- Тодд Райан — бэк-вокал на «We Laugh at Danger (And Break All the Rules)»
- Патрик Куинни — бэк-вокал на «We Laugh at Danger (And Break All the Rules)»
- Адам Фолк — бэк-вокал на «We Laugh at Danger (And Break All the Rules)»
- Роуз О’Хара — бэк-вокал на «We Laugh at Danger (And Break All the Rules)»
- Кэссиди Рист — бэк-вокал на «Baby, I’m an Anarchist!»
- Джордан Климан — бэк-вокал на «We Laugh at Danger (And Break All the Rules)», синтезатор Moog on «8 Full Hours of Sleep»

### Производство и дизайн
- Роб МакГрегор — звукоинженер
- Джордан Климан — дизайн обложки
- Вар Телин — дизайн обложки